# Juliana y Semproniana
Juliana y Semproniana (Iluro, actual Mataró, último cuarto del s.III - Castrum Octavianum, actual San Cugat del Vallés, 304) fueron dos jóvenes cristianas canonizadas como mártires que murieron por decapitación. 
Son veneradas como santas por la Iglesia católica y desde el 1852 son las santas patronas de Mataró.

## Tradición
Según la tradición, Juliana y Semproniana eran dos jóvenes nacidas en Mataró y discípulas de San Cucufato. En el 304, viajaron hasta el Castrum Octavianum junto a su maestro, donde el santo fue decapitado. Cuando los verdugos se marcharon, las dos jóvenes recogieron su cuerpo y lo enterraron cristianamente. Sin embargo, fueron sorprendidas por la guardia, lo que produjo que fuesen acusadas de cristianas, torturadas y, más tarde, degolladas en el mismo lugar que su maestro.
Sus restos eran venerados junto con los de San Cucufato, en el monasterio de San Cugat del Vallés.

## Vinculación con Mataró
En 1667, el historiador Joan Gaspar Roig i Jalpí publicó el Catálogo paralipómeno de los santos indígenas y advenas del principado de Cataluña y sus condados . En este volumen informó por primera vez que las santas, Juliana y Semproniana, eran naturales de Iluro, el actual Mataró, aunque se basaba en fuentes ficticias y poco verosímiles, como los falsos cronicones y, en particular, en la obra de Jerónimo Román de la Higuera. 

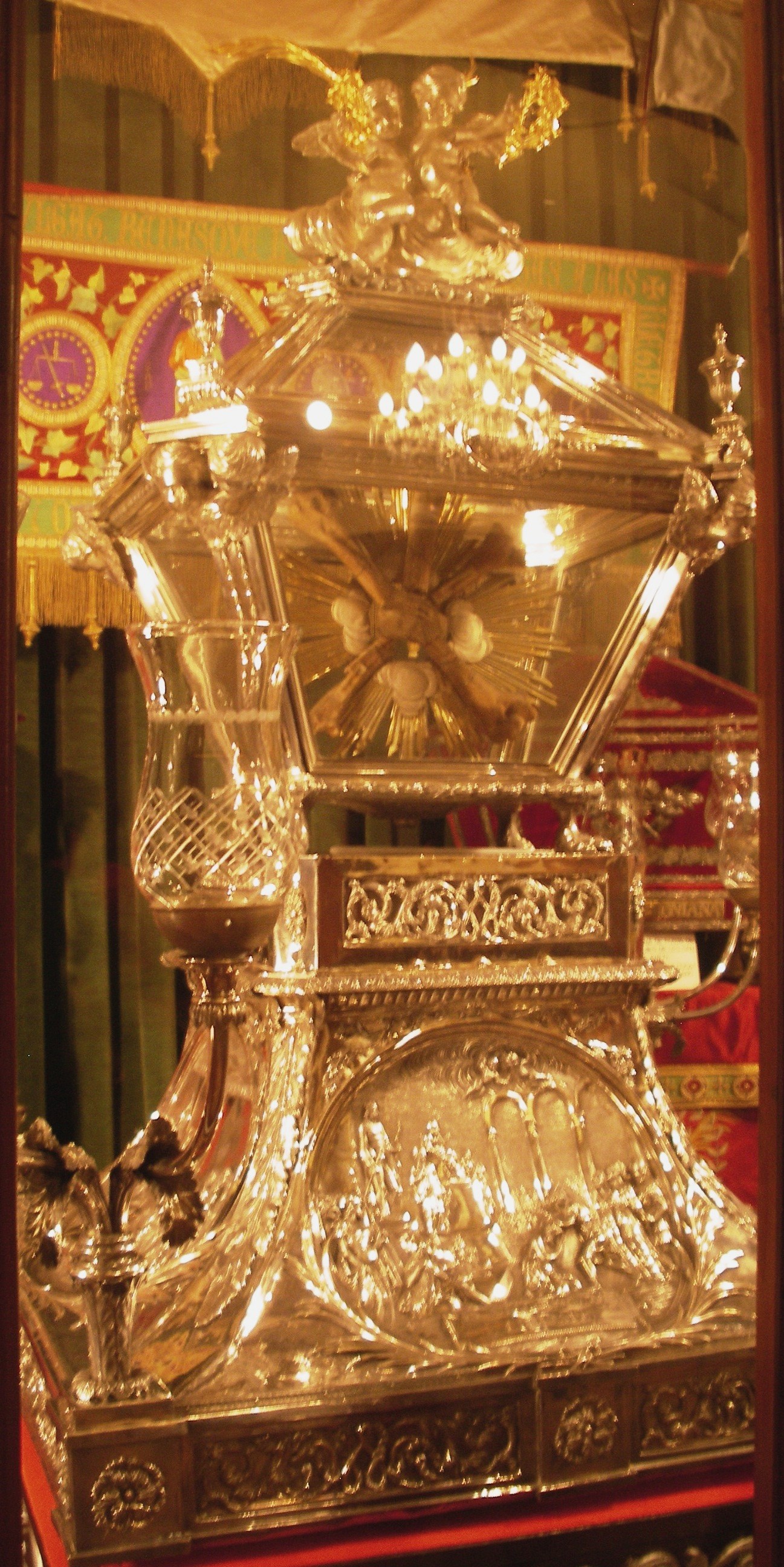
Relicario procesional de las santas, en la Basílica de Santa María de Mataró (1795).

No obstante, el Consejo Municipal mataronense pidió con anterioridad, en 1582, algunas reliquias de las santas a la abadía de San Cucufato. En ese momento el patrón de Mataró era San Desiderio, cuyas reliquias reposaban en la iglesia de Santa María cedidas por el papa Inocencio XI.
En 1681, el Consejo volvió a pedir al monasterio de San Cugat que les cediera las reliquias de las santas ya que se daba como seguro que eran hijas de Mataró, pero el monasterio reúso hacerlo hasta 1772. Sólo entonces, el 25 de julio, llegó a Mataró una parte de las reliquias que hoy, en una urna de plata, se sacan en procesión por la fiesta de Les Santes (La Santas). 
En 1835, con la desamortización eclesiástica y la clausura del monasterio, los restos que todavía permanecían en San Cugat se trasladaron a Mataró, volviendo a reunir el conjunto total de los restos. Las reliquias fueron depositadas permanentemente en la iglesia de Santa María de Mataró . En 1852 fueron proclamadas patronas de Mataró por Pío IX .
Su festividad oficial es el 25 de julio, pero dentro de Cataluña se celebra dos días más tarde, el 27 de julio, para no hacerla coincidir con la fiesta de Santiago el Mayor.

## Culto aLes Santes
La crítica histórica ha demostrado que las fuentes y documentos en los que se basaba la vinculación con Mataró y año de martirio de Juliana y Semproniana no son fiables. En cambio, se sabe que desde antaño eran veneradas como mártires y santas. Así mismo, en 1089 se tiene referencia que las reliquias de las jóvenes mártires son depositadas en la consagración de un altar en el monasterio benedictino de San Esteban de Bañolas. Asimismo se tiene el conocimiento que en 1256 recibían culto conjuntamente con San Cucufato en la abadía benedictina del Valles. También figuran en varios libros litúrgicos de los siglos XIII y XIV que incluyen oraciones dirigidas a las santas. 

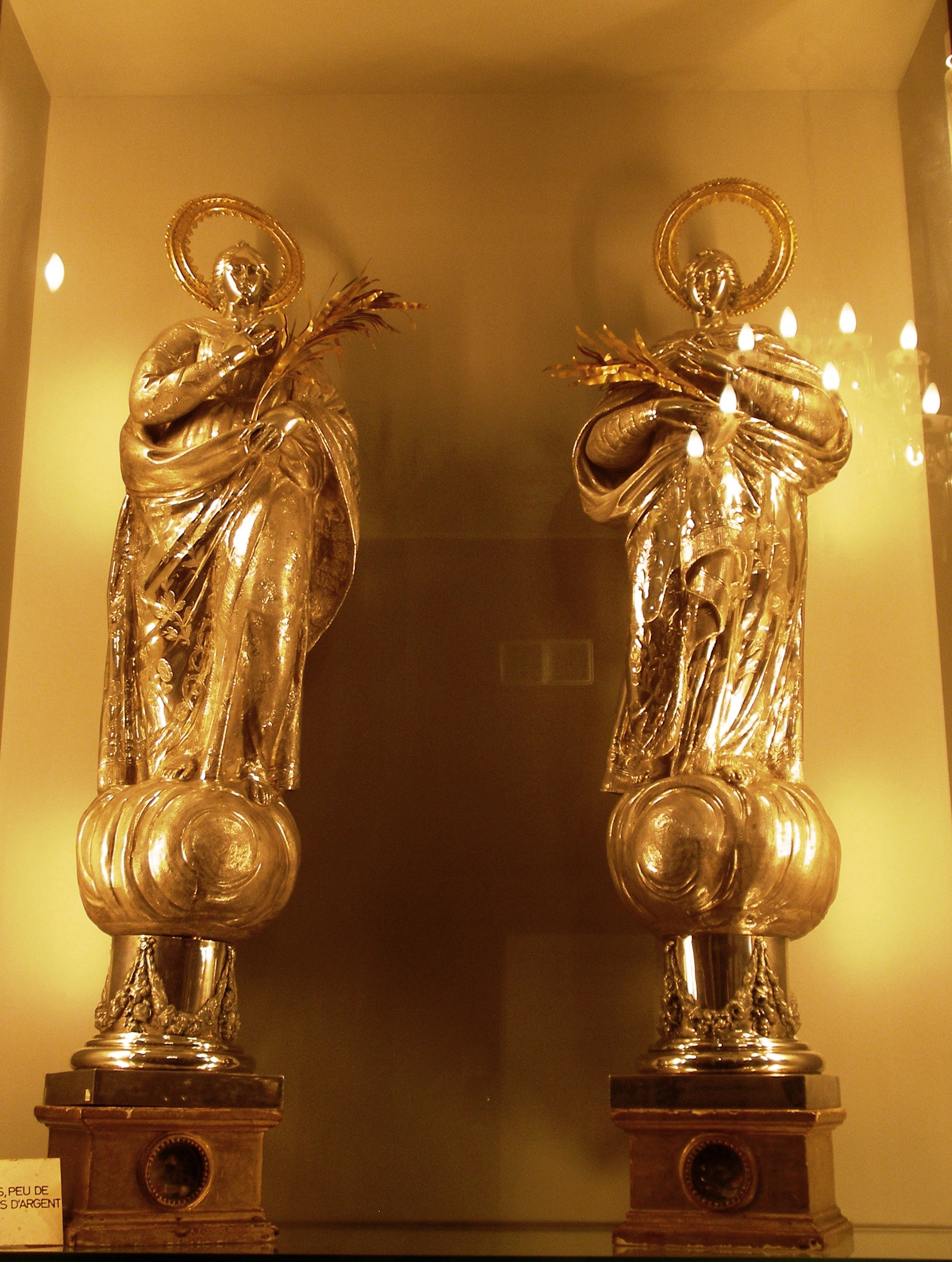
Imágenes procesionales de argento del s. XVIII, Básilica de Santa María de Mataró.

Como se ha indicado anteriormente, en 1667 Roig y Jelpí califica  a Juliana y Semproniana como hijas de Iluro dentro de su catálogo de santos catalanes. Esto provocó que a finales del S. XVII se popularizase la devoción por las santas mártires en Mataró, especialmente a partir de 1681. En 1697 se organiza por primera vez una misa u oficio solemne impulsado por los «devotos de las Santas mártires» el día 27 de julio. En 1722 se abrió una pequeña capilla votiva con las imágenes de las santas en el muro de una de las casas de la calle de Pujol en Mataró donde, según una tradición sin fundamento histórico, se sitúa su nacimiento. 
En 1772 se hace el solemne traslado de una parte de las reliquias. Una lápida en latín en la entrada de la Rambla de Mataró sigue dando testimonio de este hecho. Las fiestas duraron tres días. En aquellos años se conforman los elementos de la celebración y del culto de fiesta de Les Santes que perduran hasta la actualidad. Queda institucionalizado el oficio de la mañana y la procesión de la tarde, de los cuales, existe una detallada descripción, así como la fiesta popular, de 1792 y de 1799 recogida por el Barón de Maldà en su Calaix de Sastre (Cajón de sastre).  En 1779 se termina el retablo del altar mayor de Santa María obra de Carlos Moratón y esculturas de Salvador Gurri, donde figuran las santas en un lugar relevante. Dicho retablo permanecería intacto hasta que fue destruido durante el período de la Guerra Civil. 
En 1835, debido a la clausura del monasterio de San Cugat, el resto de las últimas reliquias de las santas se trasladaron a Mataró, donde se depositaron en el retablo del altar mayor. En 1848 se estrenó la Misa de las Santas, obra de Manuel Blanch que, con pocas excepciones, se ha interpretado cada año. En 1851 la Santa Sede aprueba un texto propio para la misa del día de Les Santes. Al año siguiente Pío IX las declara oficialmente patronas de la ciudad de Mataró previo haberlo aprobado en referéndum por la ciudadanía mataronense. 
En 1939, pocos meses después de finalizar la Guerra Civil, se restablece la celebración de la Misa de las Santas y la procesión. El documental "Fiestas de las Santas de Mataró en el Año de la Victoria"  muestra los nuevos planteamientos del nacionalcatolicismo sobre el culto y las fiestas de las Santas. 

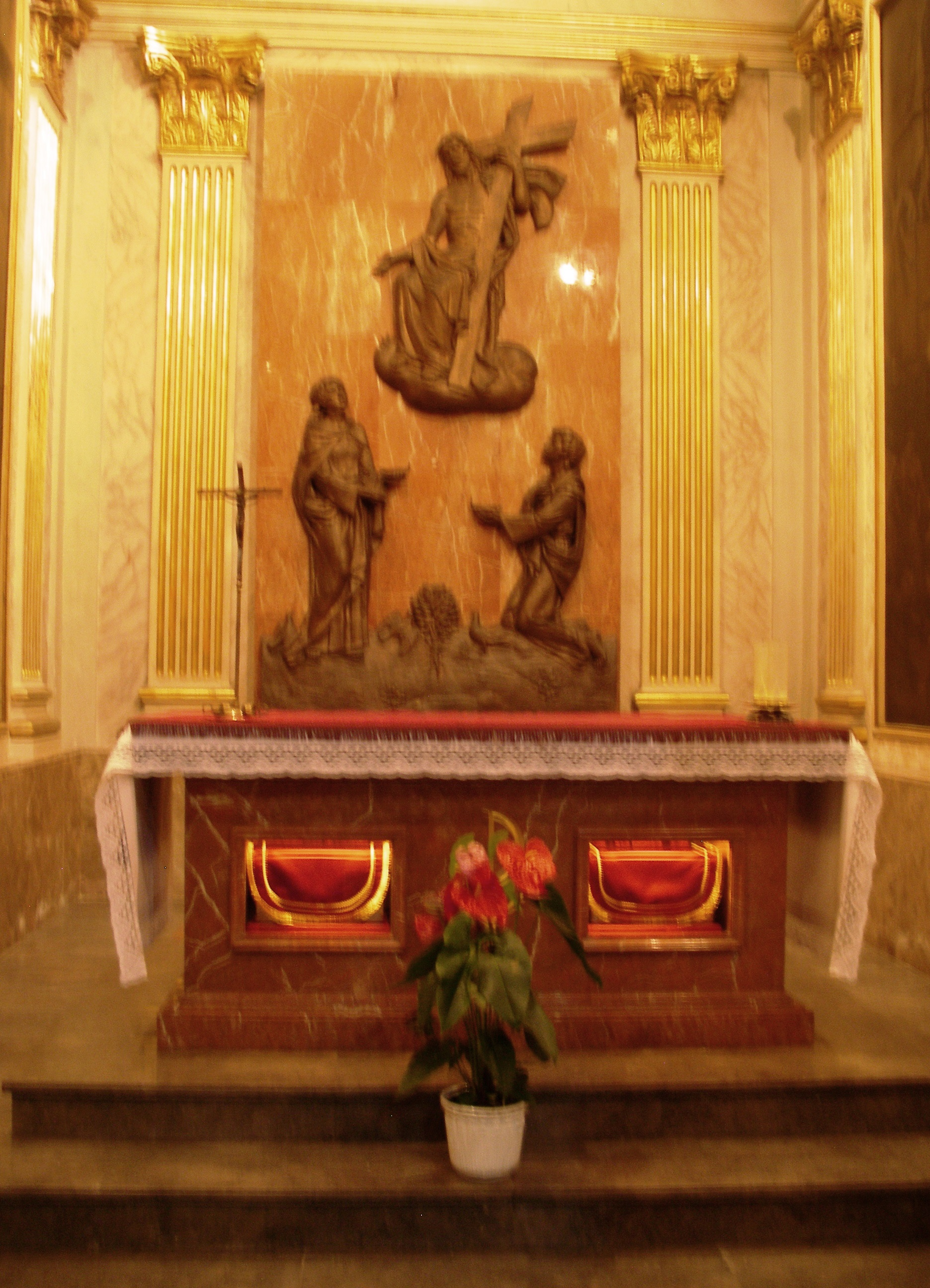
Relieve de Jordi Puiggalí en la capilla de las Santas de la basílica de Santa María de Mataró.

Durante el decenio siguiente se decide restaurar la antigua capilla del sacramento de la basílica de Santa María y dedicarla al culto y conservación de las reliquias de las santas Juliana y Semproniana. Obra del arquitecto Antoni Pineda con esculturas de Jordi Puiggalí y pinturas murales de Miquel Massot discípulo y continuador de Josep Maria Sert.
En tiempos del Concilio Vaticano II (1962-1965) y siguiendo sus propuestas de hacer prevalecer el sentido religioso de estos actos, se sustituye la larga procesión por calles del casco antiguo por una más frugal que lleva la urna con las reliquias por los alrededores de la basílica.
En el verano de 1975 un grupo de jóvenes de la entidad parroquial del Foment Mataroní inició una campaña de recuperación de la fiesta bajo el lema «Les Santes, fem-ne Festa Major» (Las Santas, hagamos Fiesta Mayor). Así se inició el movimiento para rescatar la fiesta de Les Santes del marco oficialista del franquismo y recuperarla como fiesta popular en los ámbitos del ocio, las tradiciones populares y lo religioso. En este marco, se recupera la participación popular en la interpretación de la Misa de las Santas y en las tradiciones "paganas" asociadas a su festividad. Con el primer ayuntamiento democrático de 1979 se consolida este movimiento. 

## Iconografía

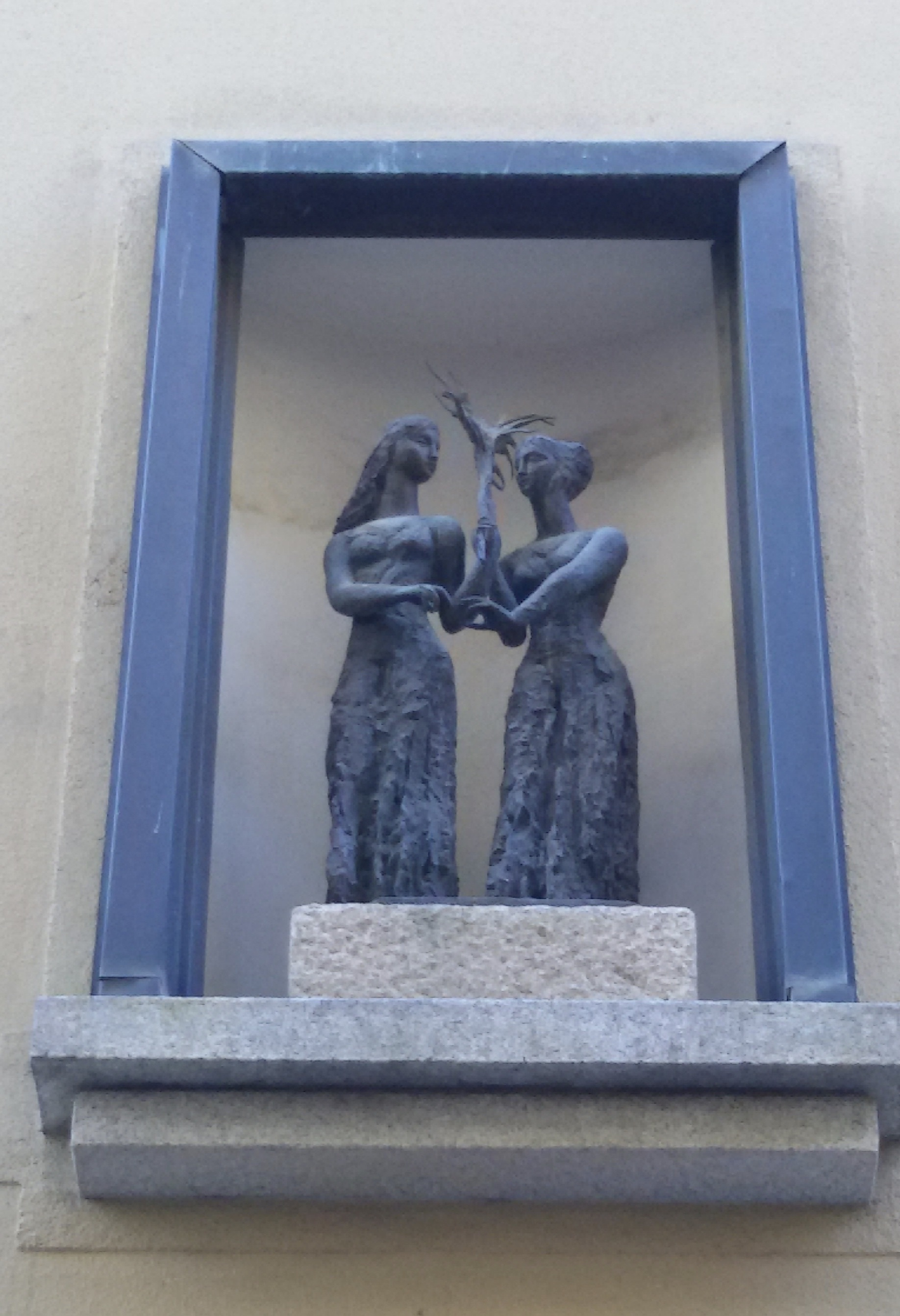
Actual capilla votiva en la calle Pujol de Mataró. Manuel Cusachs, 1979.

Resalta, entre la iconografía dedicada a las santas, las cuatro grandes pinturas murales barrocas de Pere Pau Montanya con escenas de la vida y martirio de Juliana y Semproniana que adornan el presbiterio de Santa María de Mataró. Una de ellas, el martirio de San Cucufato, se perdió durante la Guerra Civil y fue restituida por el pintor Jordi Arenas.
El Museo Archivo de Santa María conserva un conjunto de cartones pintados que sirvieron para decorar la nave de la basílica en las fiestas de Les Santes de 1779. Fueron pintados por Juan Carlos Panyó y Figaró. Cuentan con versículos e imágenes de la vida y el martirio de ambas santas.
En 1955, por iniciativa de Josep M. Diamant, se creó un conjunto escultórico de plomo con la imagen de las santas a manos del artista Jaume Arenas. El propósito era sumergir y ubicar la escultura de las santas patronas delante del litoral de Mataró como protección al oficio pesquero, muy unido a la ciudad. Una réplica del conjunto escultórico se úbica en el paseo marítimo de Mataró.
En 1979 se encargó al escultor Manuel Cusachs y Xivillé la renovación de la capilla votiva de las Santas en la calle Pujol de Mataró. La escultura de pequeño formato y de bronce está incluida en el Inventario del Patrimonio Arquitectónico de Cataluña. 
En la parroquia dedicada a las santas Juliana y Semproniana de San Adrián de Besós se encuentra grandes pinturas al fresco de las santas en el frontis de la nave obra de Rafael Rosés Rivadavia. 